# Image15
『image15 quinze』（イマージュ15・ケンズ）は、2015年2月11日にソニー・ミュージックジャパン インターナショナル（ソニー・クラシカル）から発売されたニューエイジ・ミュージックのコンピレーション・アルバム『image』シリーズの第15弾。規格品番：SICC-30202（通常盤）・SICC-30200/1（初回限定盤DVD付）。

## 内容
初回限定盤は『image』シリーズ初となる15曲入りのボーナスBlu-Spec CD2『imageベスト15』が同梱されたBlu-spec CD2・2枚組で発売。

## 収録曲

### CD1
1. 菅野祐悟「軍師官兵衛 メイン・テーマ」
  - 作曲・編曲：菅野祐悟
  - NHK大河ドラマ「軍師官兵衛」メインテーマ
2. イル・ディーヴォ「花は咲く～FLOWERS WILL BLOOM（ライヴ・ヴァージョン）」
  - 作詞：ロジャー・パルヴァース　作曲：菅野よう子
3. 菅野よう子「ゴチソウノォト」
  - 作曲・編曲：菅野よう子
4. 大貫妙子&小松亮太「愛しきあなたへ」
  - 作詞：大貫妙子　作曲：小松亮太・大貫妙子　編曲：小松亮太
5. 澤田かおり「灯り」
  - 作曲・編曲：澤田かおり
  - 東芝CMソング
6. デイヴィッド・ギャレット「子供の凱歌」
  - 作曲：デヴィッド・ペイチ
  - スズキ「ワゴンR」CMソング
7. 2CELLOS「影武者（NTTドコモ「ツートップ」CM曲フル・ヴァージョン）」
  - 作曲：内山肇/ルカ・スーリッチ/ステファン・ハウザー
  - NTTドコモ「ツートップ」CMソング
8. 葉加瀬太郎「HANA 組曲「NIPPON」より」
  - 作曲：葉加瀬太郎　編曲：羽毛田丈史
9. 羽毛田丈史「臨死体験 メインテーマ」
  - 作曲・編曲：羽毛田丈史
  - NHK「臨死体験 立花隆 思索ドキュメント 死ぬとき心はどうなるのか」メイン・テーマ
10. 宮本笑里「風笛」
  - 作曲・編曲：大島ミチル
11. ゴンチチ「楽しいつもりが、、、」
  - 作曲：ゴンザレス三上・チチ松村
  - 松竹映画「俺はまだ本気出してないだけ」より
12. 梶浦由記「曲がり角の先」
  - 作曲・編曲：梶浦由記
13. 佐藤直紀「古き良き時代」
  - 作曲：佐藤直紀
14. ジェイク・シマブクロ「モーニングバード」
  - 作曲：ジェイク・シマブクロ
  - テレビ朝日系「モーニングバード!」オープニング・テーマ
15. 高嶋ちさ子「オーシャン・ブルー～ORCA～」
  - 作曲：高嶋ちさ子　編曲：羽毛田丈史
  - テレビ東京系「美の巨人たち」エンディング・テーマ
16. NAOTO「HIRUKAZE」
  - 作曲：NAOTO　編曲：椎名豪
  - NHK「スタジオパークからこんにちは」テーマ・ソング
17. LE VELVETS「Time To say Goodbye」
  - 作詞：ルーチョ・クァラントット/フランク・ピーターソン
  - 作曲：フランチェスコ・サルトーリ　編曲：EDISON
18. 加古隆「蜩ノ記 エンディング・テーマ」
  - 作曲・編曲：加古隆　
  - 東宝映画「蜩ノ記」より

### CD2
1. 鳥山雄司／The Song Of Life （New Version）
2. 葉加瀬太郎／エトピリカ
3. 宮本文昭／風笛
4. 羽毛田丈史／地球に乾杯
5. ゴンチチ／放課後の音楽室
6. ヨーヨー・マ／リベルタンゴ
7. 小松亮太／風の詩～THE 世界遺産
8. ジェイク・シマブクロ／フラガール-アコースティック・ヴァージョン-
9. 加古隆／パリは燃えているか
10. 古澤巌 & アサド兄弟／ニュー・シネマ・パラダイス
11. モートン・グールド／So in Love （モノラル音源）
12. ジェームズ・ホーナー／ローズ
13. 宮本笑里／Les enfants de la Terre～地球のこどもたち～
14. 松谷卓／TAKUMI/匠
15. 葉加瀬太郎／情熱大陸